# Open d'Orleans 2005
L'Open d'Orleans 2005 è stato un torneo di tennis facente parte della categoria ATP Challenger Series nell'ambito dell'ATP Challenger Series 2005. Il torneo si è giocato a Orléans in Francia dal 12 al 18 settembre 2005 su campi indoor in cemento.

## Vincitori

### Singolare
Cyril Saulnier ha battuto in finale  Nicolas Mahut con il punteggio di 6–3, 6–4.

### Doppio
Julien Benneteau /  Nicolas Mahut hanno battuto in finale  Grégory Carraz /  Antony Dupuis con il punteggio di 3–6, 6–4, 6–2.